# Neruandella
Neruandella is een geslacht van vliesvleugeligen uit de familie Encyrtidae. De wetenschappelijke naam van dit geslacht is voor het eerst geldig gepubliceerd in 2004 door Trjapitzin.

## Soorten
Het geslacht Neruandella is monotypisch en omvat slechts de volgende soort:
- Neruandella zerovae (Trjapitzin & Ruíz Cancino, 2001)